# 헤르네

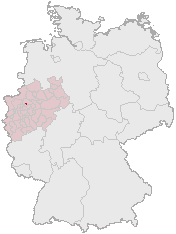
헤르네의 위치

헤르네(독일어: Herne)는 독일 서부 노르트라인베스트팔렌주에 있는 도시이다. 인구 165,632(2009).
라인강의 지류 엠셔강 연안에 위치하며, 에센·도르트문트·겔젠키르헨·보훔·레클링하우젠 사이에 있다. 원래 작은 마을이었으나, 19세기 중반부터 루르 지방의 주요 석탄 생산지로 발전하기 시작했다. 독일의 대표적인 광업 도시로 알려졌고, 주변 지역을 병합하여 시역을 확장했다. 뒤스부르크 방면의 라인 헤르네 운하가 통한다.

## 자매 도시
- 프랑스 Hénin-Beaumont (1954)
- 영국 웨이크필드 (1956)
- 니카라과 오메테페 (1988)
- 러시아 벨고로드 (1990)
- 독일 아이슬레벤 (1990)
- 폴란드 코닌 (1991)